# Recinte murat de l'Espluga de Francolí
El Recinte murat de l'Espluga de Francolí és una muralla del municipi de l'Espluga de Francolí (Conca de Barberà) declarada bé cultural d'interès nacional.

## Descripció
Queden restes d'un portal i de murs al cap del puig. El clos murallat del castell es mantingué fins al 1880 i envoltava el dos nuclis que originàriament formaven la vila: l'Espluga sobirana i l'Espluga jussana, al voltant de la banda nord del castell. Seguia l'actual carrer Major, on hi havia el portal Salvat, continuava fins a la plaça de la vila i d'aquí pel carrer Hospital, per la plaça de l'església fins a arribar al portal de Poblet. La muralla girava cap al nord i enllaçava amb el carrer de les Parres, que tenia un portal a cada punta i continuava per l'actual carrer de la muralla (amb el portal del Temple), seguia pel carrer Bonavista i acabava a les portes del castell.

## Història
Fins al segle xiv l'Espluga de Francolí estava format per dos nuclis de població separats: l'Espluga Jussana i l'Espluga Sobirana. Cada nucli tenia el seu recinte murat fins al segle xiv quan es va bastir el recinte que els unia, segurament durant la regència de Guillem de Guimerà.
Al segle xvi es documenta ja el declivi del recinte i la seva ocupació pels propietaris de la població. Al segle xix s'enderroquen les restes que quedaven de la muralla i els portals.